# Divize A 1992/1993
V soubojích 28. ročníku České divize A 1992/93 se utkalo 16 týmů dvoukolovým systémem podzim - jaro. Tento ročník začal v srpnu 1992 a skončil v červnu 1993.

## Kluby podle přeborů
- Jihočeský (5): TJ ZVVZ Milevsko, FC VTJ Písek, TJ Slavoj Český Krumlov, TJ Netolice, TJ Tatran Prachatice
- Západočeský (9): SK Plzeň, TJ Sokol Svéradice, TJ Škoda Plzeň "B", SKP Cheb "B", TJ Přeštice, TJ UD Tachov, Baník Sokolov, TJ Tatran Chodov, TJ Lokomotiva Cheb.
- Pražský (2): AC Sparta Praha "B", TJ Montáže Praha.

## Výsledná tabulka
| Poř. | Tým                     | Z  | V  | R  | P  | VG | OG | B  |
| ---- | ----------------------- | -- | -- | -- | -- | -- | -- | -- |
| 1.   | AC Sparta Praha "B"     | 30 | 24 | 5  | 1  | 92 | 18 | 53 |
| 2.   | Sparta BB Krč           | 30 | 18 | 9  | 3  | 48 | 20 | 45 |
| 3.   | SK Plzeň                | 30 | 15 | 5  | 10 | 56 | 45 | 35 |
| 4.   | TJ ZVVZ Milevsko        | 30 | 11 | 11 | 8  | 45 | 37 | 33 |
| 5.   | TJ Sokol Svéradice      | 30 | 14 | 4  | 12 | 49 | 32 | 32 |
| 6.   | FC VTJ Písek            | 30 | 12 | 6  | 12 | 46 | 44 | 30 |
| 7.   | TJ Slavoj Český Krumlov | 30 | 11 | 8  | 11 | 41 | 41 | 30 |
| 8.   | TJ Škoda Plzeň "B"      | 30 | 11 | 6  | 13 | 55 | 51 | 28 |
| 9.   | SKP Cheb "B"            | 30 | 10 | 8  | 12 | 50 | 47 | 28 |
| 10.  | TJ Netolice             | 30 | 9  | 9  | 12 | 39 | 46 | 27 |
| 11.  | TJ Přeštice             | 30 | 8  | 10 | 12 | 40 | 50 | 26 |
| 12.  | TJ UD Tachov            | 30 | 10 | 6  | 14 | 33 | 53 | 26 |
| 13.  | TJ Tatran Prachatice    | 30 | 8  | 9  | 13 | 45 | 65 | 25 |
| 14.  | Baník Sokolov           | 30 | 8  | 6  | 16 | 31 | 53 | 22 |
| 15.  | TJ Tatran Chodov        | 30 | 6  | 9  | 15 | 38 | 63 | 21 |
| 16.  | TJ Lokomotiva Cheb      | 30 | 7  | 5  | 18 | 43 | 76 | 19 |

Poznámky:
- Z = Odehrané zápasy; V = Vítězství; R = Remízy; P = Prohry; VG = Vstřelené góly; OG = Obdržené góly; B = Body
- O pořadí klubů se stejným počtem bodů rozhodly vzájemné zápasy.

|  | Postup do ČFL 1993/94                           |
|  | Sestup do příslušného krajského přeboru 1993/94 |